# Willy Michaux
Willy Michaux (* 21. Juli 1913 in Antwerpen; † 22. Oktober 2002 in Deurne) war ein belgischer Bahnradsportler.
Willy Michaux war Profi-Rennfahrer von 1937 bis 1954. In dieser Zeit wurde er siebenmal Belgischer Meister der Steher, weitere Male belegte er zweite und dritte Plätze.